# Parveen Babi
Parveen Babi (Junagadh, 4 aprile 1954 – Mumbai, 20 gennaio 2005) è stata un'attrice indiana, che ha recitato in più di 60 film, particolarmente ricordata per aver affiancato gli eroi dei film indiani di successo degli anni sessanta e settanta.

## Filmografia

### Cinema
- Charita (1973)
- Trimurti (1974)
- Dhuen Ki Lakeer, regia di Kishore Sahu (1974)
- 36 Ghante, regia di Raj Tilak (1974)
- Majboor, regia di Ravi Tandon (1974)
- Deewaar, regia di Yash Chopra (1975)
- Kaala Sona, regia di Ravikant Nagaich (1975)
- Rangila Ratan, regia di S. Ramanathan (1976)
- Mazdoor Zindabaad, regia di Naresh Kumar (1976)
- Bhanwar, regia di Bhappi Sonie (1976)
- Bullet, regia di Vijay Anand (1976)
- Mastan Dada, regia di Satyan Bose (1977)
- Mama Bhanja, regia di Naresh Kumar (1977)
- Darinda (1977)
- Chandi Sona, regia di Sanjay Khan (1977)
- Chalta Purza, regia di Bhappi Sonie (1977)
- Amar Akbar, regia di Naresh Kumar (1977)
- Chor Sipahee, regia di Prayag Rai (1977)
- Pati, Patni Aur Woh, regia di Baldev Raj Chopra (1978)
- Aahuti, regia di  Ashok V. Bhushan (1978)
- Kaala Patthar, regia di Yash Chopra (1979)
- Suhaag, regia di Manmohan Desai (1979)
- Gunahgaar (1980)
- Ek Gunah Aur Sahi, regia di Yogi Kathuia (1980)
- Do Aur Do Paanch, regia di Rakesh Kumar (1980)
- The Burning Train, regia di Baldev Raj Chopra (1980)
- Shaan, regia di Ramesh Sippy (1980)
- Kranti, regia di Manoj Kumar (1981)
- Khoon Aur Paani, regia di Chand (1981)
- S. V. Rajendra Singh, regia di S. V. Rajendra Singh (1981)
- Kaalia, regia di Tinnu Anand (1981)
- Yeh Nazdeekiyan, regia di Vinod Pande (1982)
- Raksha, regia di Ravikant Nagaich (1982)
- Taaqat (1982)
- Namak Halaal, regia di Prakash Mehra (1982)
- Khud-Daar, regia di Ravi Tandon (1982)
- Desh Premee, regia di Manmohan Desai (1982)
- Ashanti, regia di Umesh Mehra (1982)
- Dil Aakhir Dil Hai (1982)
- Razia Sultan, regia di Kamal Amrohi (1983)
- Chor Police, regia di Amjad Khan (1983)
- Mangal Pandey (1983)
- Gehri Chot - Urf: Durdesh, regia di Ambrish Sangal ed Ehtesham (1983)
- Arpan, regia di J. Om Prakash (1983)
- Rang Birangi, regia di Hrishikesh Mukherjee (1983)
- Mahaan, regia di S. Ramanathan (1983)
- Jaani Dost, regia di Kovelamudi Raghavendra Rao (1983)
- Teri Bohen Mein, regia di Umesh Mehra (1984)
- Kanoon Meri Mutthi Mein (1984)
- Bad Aur Badnam, regia di Feroze Chinoy (1984)
- Bond 303, regia di Ravi Tandon (1985)
- Ameer Aadmi Gharib Aadmi, regia di Amjad Khan (1985)
- Sitamgar, regia di Raj N. Sippy (1985)
- Telephone (1985)
- Karm Yudh, regia di Swaloop Kumar (1985)
- Avinash Nisha, regia di Umesh Mehra (1986)
- Akarshan, regia di Tanvir Ahmed (1988)
- Iraada (1991)